# Charaxes alpinus
Charaxes alpinus är en fjärilsart som beskrevs av Van Someren och Jackson 1957. Charaxes alpinus ingår i släktet Charaxes och familjen praktfjärilar. IUCN kategoriserar arten globalt som livskraftig. Inga underarter finns listade i Catalogue of Life.